# Mannekote, Challakere
Mannekote là một làng thuộc tehsil Challakere, huyện Chitradurga, bang Karnataka, Ấn Độ.